# Jasmine Paolini
Jasmine Paolini, född 4 januari 1996 i Castelnuovo di Garfagnana, är en italiensk professionell tennisspelare.

## Karriär
Paolini har spelat professionell tennis sedan 2011. Bland hennes meriter kan nämnas 2 titlar på WTA-touren. 2024 har hon tagit sig till sin första grand slam-final i de franska öppna mästerskapen.